# Bet Zajit
Bet Zajit (hebr. ‏בית זית‎) – moszaw położony w samorządzie regionu Matte Jehuda, w Dystrykcie Jerozolimy, w Izraelu.
Leży w górach Judei.

## Historia
Moszaw został założony w 1949 przez imigrantów z Egiptu i Jugosławii.

## Gospodarka
Gospodarka moszawu opiera się na rolnictwie, sadownictwie i hodowli drobiu.